# 충주 추평리 삼층석탑
충주 추평리 삼층석탑(忠州 楸坪里 三層石塔)은 충청북도 충주시 엄정면에 있는 고려시대의 삼층석탑이다. 2003년 6월 13일 충청북도의 유형문화재 제225호로 지정되었다.

## 설명
추평리 삼층석탑은 충주시 엄정면 추평리 탑평마을에 있는 석탑이다. 현재는 지방도 제531호선을 지나는 바로 옆의 민가와 논 사이 한가운데에 석탑만 홀로 남아 있다. 원래는 5층 석탑이었을 것으로 추정된다.
고려시대 전기인 11세기 경 지어진 것으로 추정되며, 탑의 총 높이는 2.3 m이나 현재는 기단부는 땅 아래에 묻혀 있고 단층 기단 위의 탑신만 남아 있는 상태이다. 단층 기단 위에 3층의 탑신을 갖춘 일반형 석탑으로 2매로 조립된 갑석 위에 초층탑신이 안정감있게 올려지고 탑신의 양쪽에 우주가 정연하게 모각되었다. 낙수면은 급하며 옥개에는 전각의 반전이 있으며 탑신괴임은 생략되었다. 옥개의 양쪽 끝에는 풍경원공의 흔적이 있고 층급받침은 모두 4단이다. 상륜부에는 복발로 보이는 부재가 남아있다.
추평리 삼층석탑은 2008년 석탑 해체 결과 석탑의 원위치는 현재 있는 위치에 있지 않았던 것으로 확인되었다. 다만 현재 발굴조사 등으로 확인한 추평리 삼층석탑 주변에 있는 것으로 추정되는 사찰 지대는 조선왕조실록에 기록되어 있는 '엄정사(嚴政寺)'일 가능성이 크나 현재로선 확인할 수는 없다. 절터는 삼층석탑이 있는 주변과 인근 민가 일대까지 포함되는 약 3,000평 규모로 추정된다. 충주 추평리 삼층석탑은 보존상태가 비교적 양호한 고려시대에 건조된 일반형 석탑으로, 주변일대에서 수습되는 자기와 기와조각으로 보아 고려조에 번창했던 사찰로 추정되며, 탑신의 우주표현이나 전각의 반전으로 보아 신라시대 양식을 이어 받으면서 다소 변형된 고려초기 탑의 양식의 석탑으로 추정된다.

## 같이 보기
- 삼층석탑

## 참고 자료
- 충주 추평리 삼층석탑 - 국가유산청 국가유산포털